# Groene briltimalia
De groene briltimalia (Pteruthius xanthochlorus) is een zangvogel uit de familie Vireonidae (vireo's).

## Verspreiding en leefgebied
Deze soort telt vier ondersoorten:
- P. x. occidentalis: van noordoostelijk Pakistan tot westelijk Nepal.
- P. x. xanthochlorus: van oostelijk Nepal tot noordoostelijk India.
- P. x. hybrida: van noordoostelijk India tot westelijk Myanmar.
- P. x. pallidus: van noordelijk Myanmar tot het zuidelijke deel van Centraal-en zuidoostelijk China.